# Verduner Altar

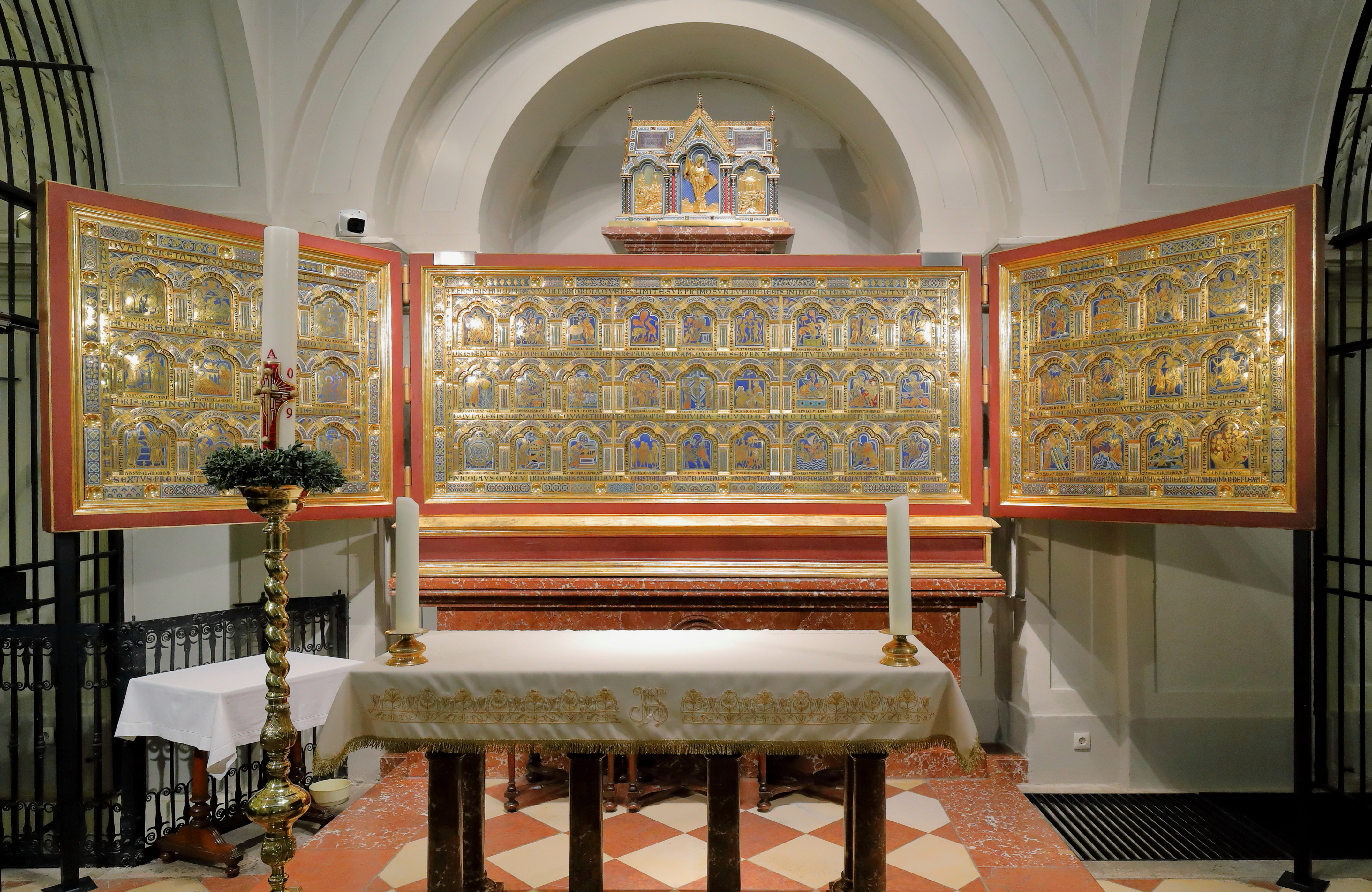
Der Verduner Altar in der Leopoldskapelle des Stiftes Klosterneuburg

Der Verduner Altar, auch Klosterneuburger Altar genannt, wurde 1181 von Nikolaus von Verdun gefertigt. Das Emailwerk, welches im Stift Klosterneuburg aufbewahrt wird, stellt einen Höhepunkt der mittelalterlichen Goldschmiedekunst dar, weist ein kompliziertes inhaltliches Programm auf und ist von größter künstlerischer Bedeutung.

## Entstehungsgeschichte
Bei dem ursprünglichen Werk des Nikolaus von Verdun handelte es sich vermutlich um keinen Altar, sondern um eine Kanzelverkleidung in der romanischen Stiftskirche von Klosterneuburg. Zu diesem Zweck wurden – wohl über einen Zeitraum von ca. 10 Jahren (1171–1181) – 45 Emailtafeln (feuervergoldete Kupferplatten mit Grubenschmelz) angefertigt und auf einem Holzträger befestigt. In Auftrag gegeben wurden die Tafeln durch Propst Wernher (1168–1185), wie der Widmungsinschrift zu entnehmen ist. Für das inhaltliche Konzept war aber wahrscheinlich sein Vorgänger, Propst Rudiger (1167–1168) verantwortlich, welcher mit dem Kirchenreformer Gerhoch von Reichersberg verwandt war und sich mit den Schriften des Theologen Hugo von Saint-Victor beschäftigte.
Zu einem Altar wurden die Tafeln erst 1330/1331 zusammengesetzt. Nach einem Brand 1330, welcher große Teile des Stiftes Klosterneuburg zerstört hatte, ließ der damalige Propst, Stephan von Sierndorf (1317–1335), die Tafeln nach Wien bringen, um sie zu einem Flügelaltar umarbeiten zu lassen. Um das Schließen der Flügel zu ermöglichen, wurde das Werk dabei durch sechs neue, stilistisch angeglichene Tafeln ergänzt, so dass es nun insgesamt 51 Tafeln umfasst. Die Rückseiten des Altars wurden indes mit vier großen Temperagemälden versehen.

## Beschreibung

### Inhaltliches Programm

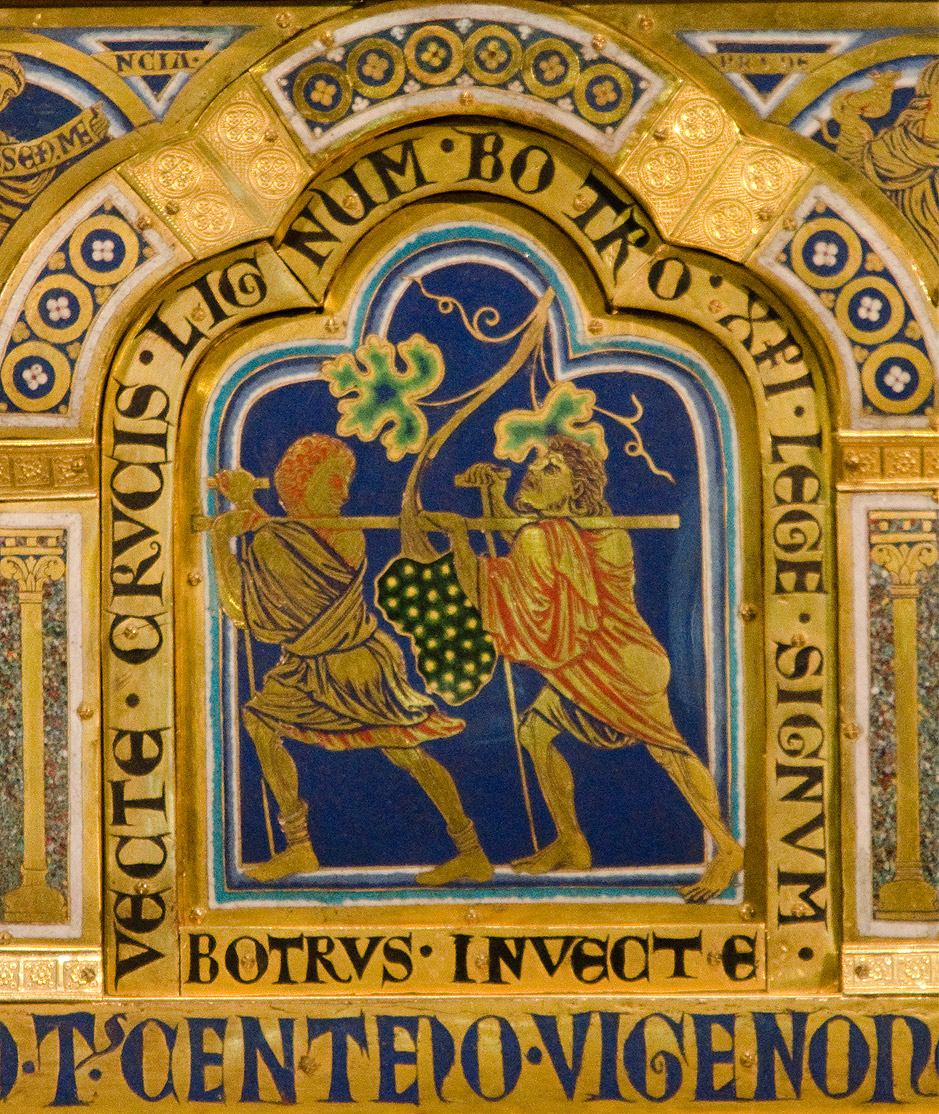
Verduner Altar, Kundschafter mit der Traube

Das Programm ist in drei Reihen aufgebaut und zeigt Szenen aus dem Alten Testament und Neuen Testament. Wie die Widmungsinschrift erläutert, soll das Werk die große Bedeutung des Alten Testaments für das Verständnis des Neuen Testaments verdeutlichen. Die Heilsgeschichte wird hierbei in drei Zeitalter eingeteilt:
- Ante legem – vor dem Gesetz (vor der Übergabe der 10 Gebote an Mose)
- Sub lege – unter dem Gesetz (nach der Übergabe der 10 Gebote an Mose)
- Sub gratia – unter der Gnade (Wirken Christi).

Das älteste Zeitalter vor dem Gesetz (d. h. Szenen aus dem Alten Testament bis Mose), wird in der obersten Reihe gezeigt. Die Zeit unter dem Gesetz (d. h. Szenen aus dem Alten Testament nach Mose) wird in der untersten Reihe dargestellt. Dazwischen, in der mittleren Reihe, finden sich schließlich Szenen aus dem Neuen Testament, also die Zeit unter der Gnade.
Jeder Szene aus dem Neuen Testament werden darüber und darunter Szenen aus dem Alten Testament gegenübergestellt, welche in gewisser Weise bereits auf das Wirken Christi hinweisen. Die Annahme, dass die Szenen aus dem Leben Jesu eine genaue Entsprechung in Ereignissen des Alten Testaments finden, wird auch als Typologie bezeichnet. Daher gehören immer drei Tafeln zusammen, wodurch eine Spalte gebildet wird.
Von den insgesamt 17 Spalten folgen 15 dieser Systematik – auch die im 14. Jahrhundert entstandenen Tafeln (8. und 10. Spalte). In den beiden letzten Spalten des rechten Flügels (16. und 17. Spalte) wurde hingegen noch im 12. Jahrhundert das typologische Programm verworfen. Stattdessen kommt es zur Darstellung des Jüngsten Gerichts.

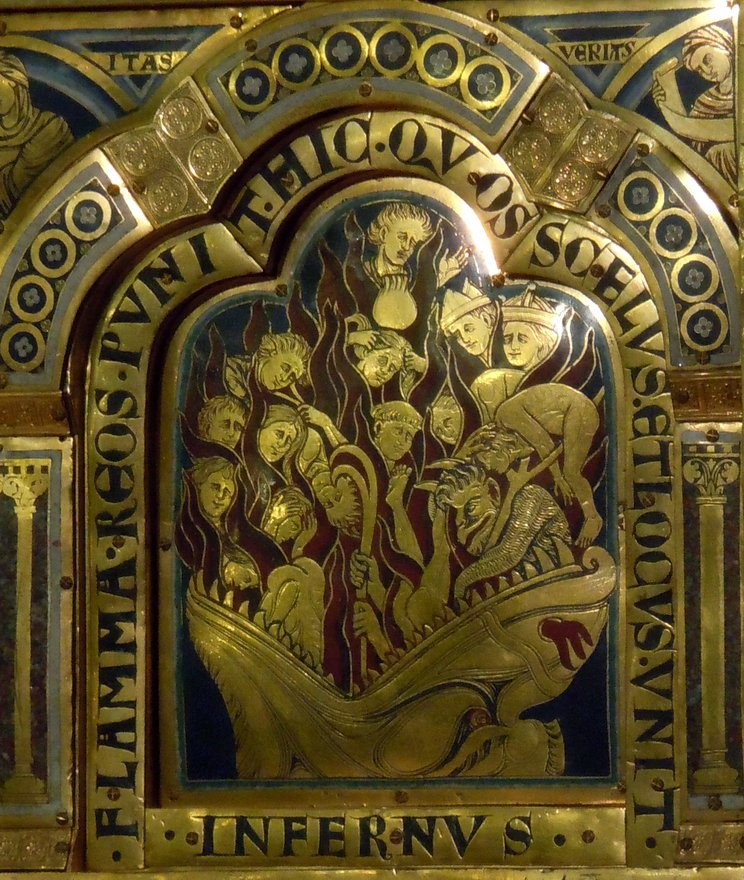
Verduner Altar, 17. Spalte „Hölle“

Linker Flügel:
| 1. Spalte            | 2. Spalte      | 3. Spalte            | 4. Spalte                          |
| -------------------- | -------------- | -------------------- | ---------------------------------- |
| Verkündigung Isaaks  | Geburt Isaaks  | Beschneidung Isaaks  | Abraham und Melchisedech           |
| Verkündigung Christi | Geburt Christi | Beschneidung Christi | Anbetung der Hl. Drei Könige       |
| Verkündigung Samsons | Geburt Samsons | Beschneidung Samsons | Königin von Saba bei König Salomon |

Mittelteil:
| 5. Spalte                    | 6. Spalte                   | 7. Spalte                   | 8. Spalte           | 9. Spalte                   | 10. Spalte                                | 11. Spalte             | 12. Spalte            | 13. Spalte                    |
| ---------------------------- | --------------------------- | --------------------------- | ------------------- | --------------------------- | ----------------------------------------- | ---------------------- | --------------------- | ----------------------------- |
| Durchzug durch das Rote Meer | Einzug von Moses in Ägypten | König Melchisedech          | Kain erschlägt Abel | Opferung Isaaks             | Adam und Eva                              | Joseph im Brunnen      | Tod der Erstgeborenen | Jakobssegen                   |
| Taufe Christi                | Einzug in Jerusalem         | Letztes Abendmahl           | Judaskuss           | Kreuzigung Christi          | Kreuzabnahme                              | Grablegung Christi     | Höllenfahrt Christi   | Auferstehung Christi          |
| Ehernes Meer                 | Osterlamm                   | Das Manna im goldenen Gefäß | Ermordung Abners    | Kundschafter mit der Traube | Abnahme des Königs von Jericho vom Galgen | Jonas im Leib des Wals | Samson mit dem Löwen  | Samson mit den Toren von Gaza |

Rechter Flügel: 
| 14. Spalte              | 15. Spalte           | 16. Spalte             | 17. Spalte            |
| ----------------------- | -------------------- | ---------------------- | --------------------- |
| Entrückung Henochs      | Arche Noah           | Christus Pantokrator   | Himmlisches Jerusalem |
| Christi Himmelfahrt     | Pfingstwunder        | Posaunenengel          | Christus als Richter  |
| Elias im feurigen Wagen | Gesetzgebung an Mose | Auferweckung der Toten | Hölle                 |

### Stil
In künstlerischer und technischer Hinsicht stellt der Verduner Altar ein absolutes Meisterstück dar. Stilistisch sind die Tafeln noch von der byzantinischen Kunst beeinflusst, doch ist bei der Körperlichkeit der Figuren ein starker Einfluss von antiken Vorbildern spürbar. Die Figuren sind in Bewegung und anatomisch korrekt abgebildet. Zudem kommt es zu einer für das 12. Jahrhundert ungewöhnlichen Andeutung von emotionalen Regungen. Auch das sehr anspruchsvolle Verfahren der Grubenschmelztechnik (Email champlevé) wurde hier von Nikolaus von Verdun auf sehr hohem Niveau ausgeführt. Die Hintergründe sind zwar überwiegend bläulich gehalten, dennoch nutzte der Künstler jede Gelegenheit, um reizvolle Farbübergänge mit mehrfachen Schattierungen zu schaffen. In der künstlerischen Qualität findet das Werk am ehesten im Dreikönigenschrein in Köln eine Parallele.

### Rückseiten des Verduner Altars

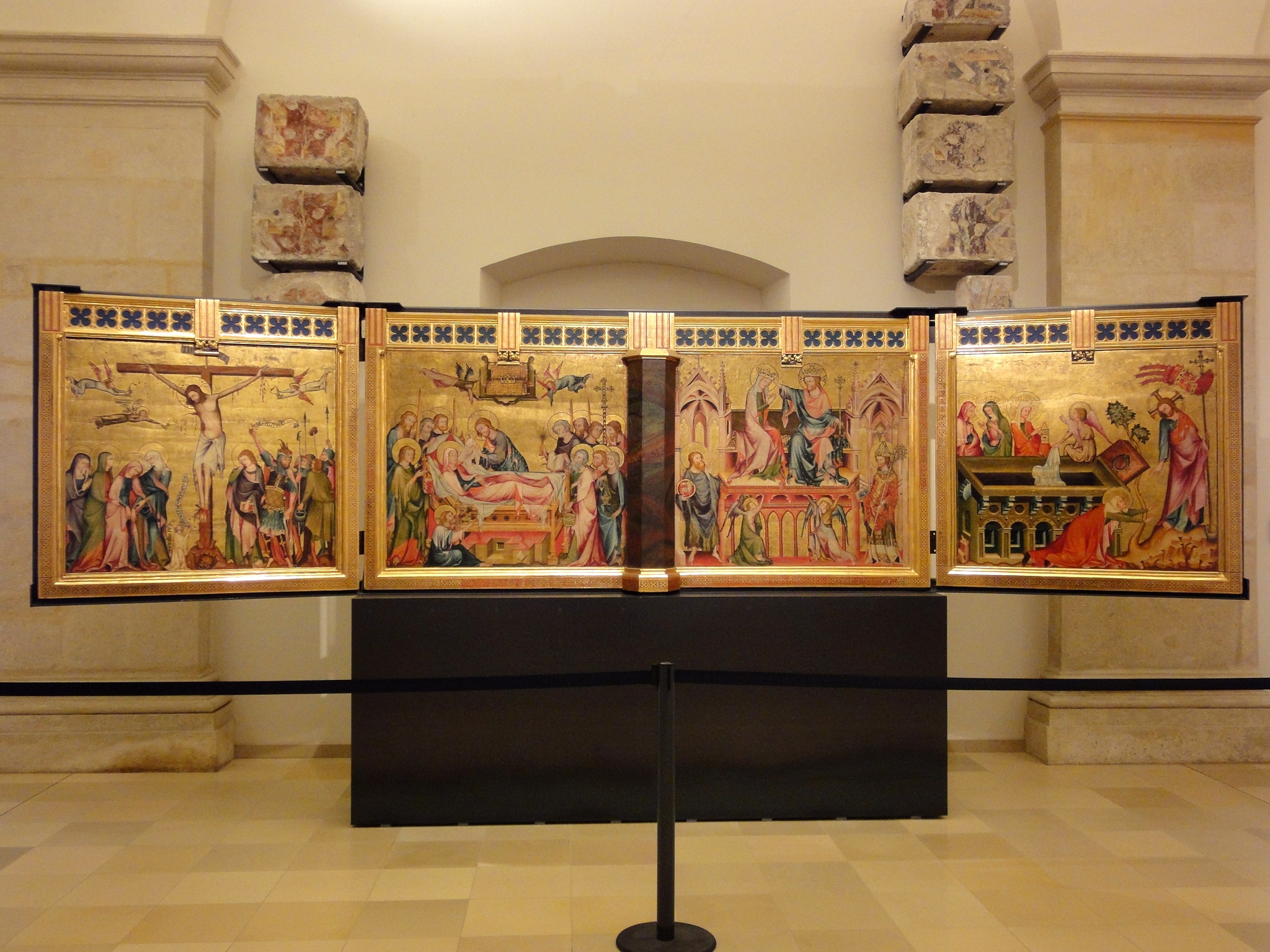
Rückseiten des Verduner Altars, 1330/31

Ein als Meister der Rückseite des Verduner Altars bezeichneter gotischer Maler hat um 1330/1331 die Bilder auf der Rückseite des Altars geschaffen. Diese zählen zu den ältesten erhaltenen Beispielen von Tafelmalerei nördlich der Alpen und wurden beim Umbau zu einem Flügelaltar mit den Emailtafeln des Nikolaus von Verdun verbunden. Erst im 20. Jahrhundert wurden sie aus konservatorischen Gründen wieder von diesen getrennt. Auf dem Mittelteil ist links der Tod Mariens und rechts die Krönung Mariens dargestellt. Auf dem linken Seitenflügel findet sich die Darstellung der Kreuzigung Christi, auf welchem Propst Stephan von Sierndorf auch sein Stifter-Porträt anbringen ließ. Der rechte Seitenflügel zeigt die Auferstehung Christi, wobei die Darstellungen der drei Marien am Grabe sowie die Noli me tangere-Szene in ein Bild zusammengefasst wurden.
Stilistisch sind die Malereien sowohl französisch (Figurenkomposition, Faltenwurf) als auch italienisch (architektonische Elemente, ikonografische Details) beeinflusst.